# شهرستان کلی، ایلینوی
شهرستان کلی، (به انگلیسی: Clay County) شهرستانی در ایالت ایلی‌نوی ایالات متحده امریکا و بر طبق سرشماری ۲۰۱۰ این شهرستان ۱۳۸۱۵ نفر جمعیت داشته‌است.

طبق سرشماری ۲۰۱۰، مساحت این شهرستان ۱۲۱۶٫۲ کیلومتر مربع وسعت داشته که از این مقدار ۰٫۲۷ درصد آب و۹۹٫۷۳ درصد خشکی می‌باشد.

این شهرستان در ۱۸۲۴ از شهرستان وینه، شهرستان کروفورد و شهرستان فایتی جدا شده‌است. این شهرستان نام خود را از هنری کلی سناتور معروف امریکایی گرفته شده‌است.

## همسایگان و راه‌ها
همسایگان این شهرستان عبارتند از:
- شمال:
- شمال‌شرق: شهرستان جاسپر
- شرق: شهرستان ریچ‌لند
- جنوب‌شرق:
- جنوب: شهرستان وینه
- جنوب‌غرب: شهرستان فایتی
- غرب: شهرستان ماریون
- شمال‌غرب: شهرستان فایتی
راه‌های اصلی این شهرستان:

1. بزرگراه میان‌ایالتی ۵۷
2. بزرگراه ۴۵ ایالات متحده
3. بزرگراه ۵۰ ایالات متحده

## شهرها
- فلورا، ایلی‌نوی
- لوییس ویلا، ایلی‌نوی، مرکز شهرستان

## نگارخانه

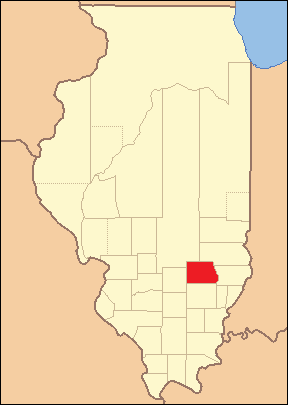
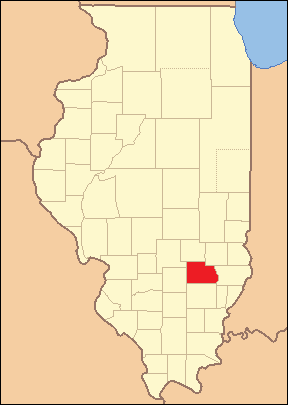
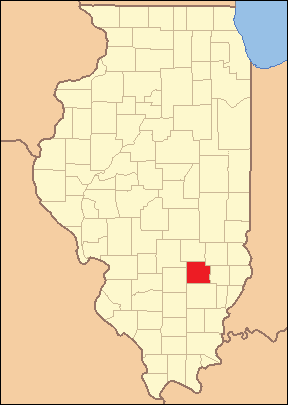